# Caecognathia hirsuta
Caecognathia hirsuta är en kräftdjursart som först beskrevs av Georg Ossian Sars 1877.  Caecognathia hirsuta ingår i släktet Caecognathia och familjen Gnathiidae. Inga underarter finns listade i Catalogue of Life.